# Retiflustra reticulum
Retiflustra reticulum is een mosdiertjessoort uit de familie van de Flustridae. De wetenschappelijke naam van de soort is voor het eerst geldig gepubliceerd in 1882 door Hincks.